# Armistice du 24 juin 1940
Cet article concerne l’armistice entre Français et Italiens à l’été 1940. Pour l’armistice entre Français et Allemands, voir armistice du 22 juin 1940.

La France coupée en quatre : zone libre, zone occupée par l'Allemagne, zone occupée par l'Italie, départements annexés de l'Est et du Nord de la France directement sous administration militaire allemande.

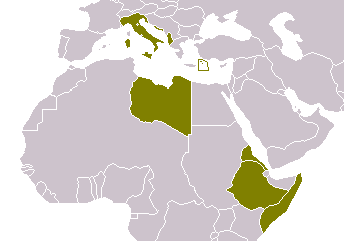
L’Empire italien en 1940.

L'armistice du 24 juin 1940 (appelé aussi Armistice de Villa Incisa) est signé par la France et l'Italie fasciste (peu après l'armistice du 22 juin 1940 signé par la France et l'Allemagne nazie). Il met fin aux opérations de guerre déclenchées le 10 juin 1940 par Mussolini.

## Contexte
Au 10 juin 1940, date de la déclaration de guerre de l'Italie, la France est pratiquement vaincue.

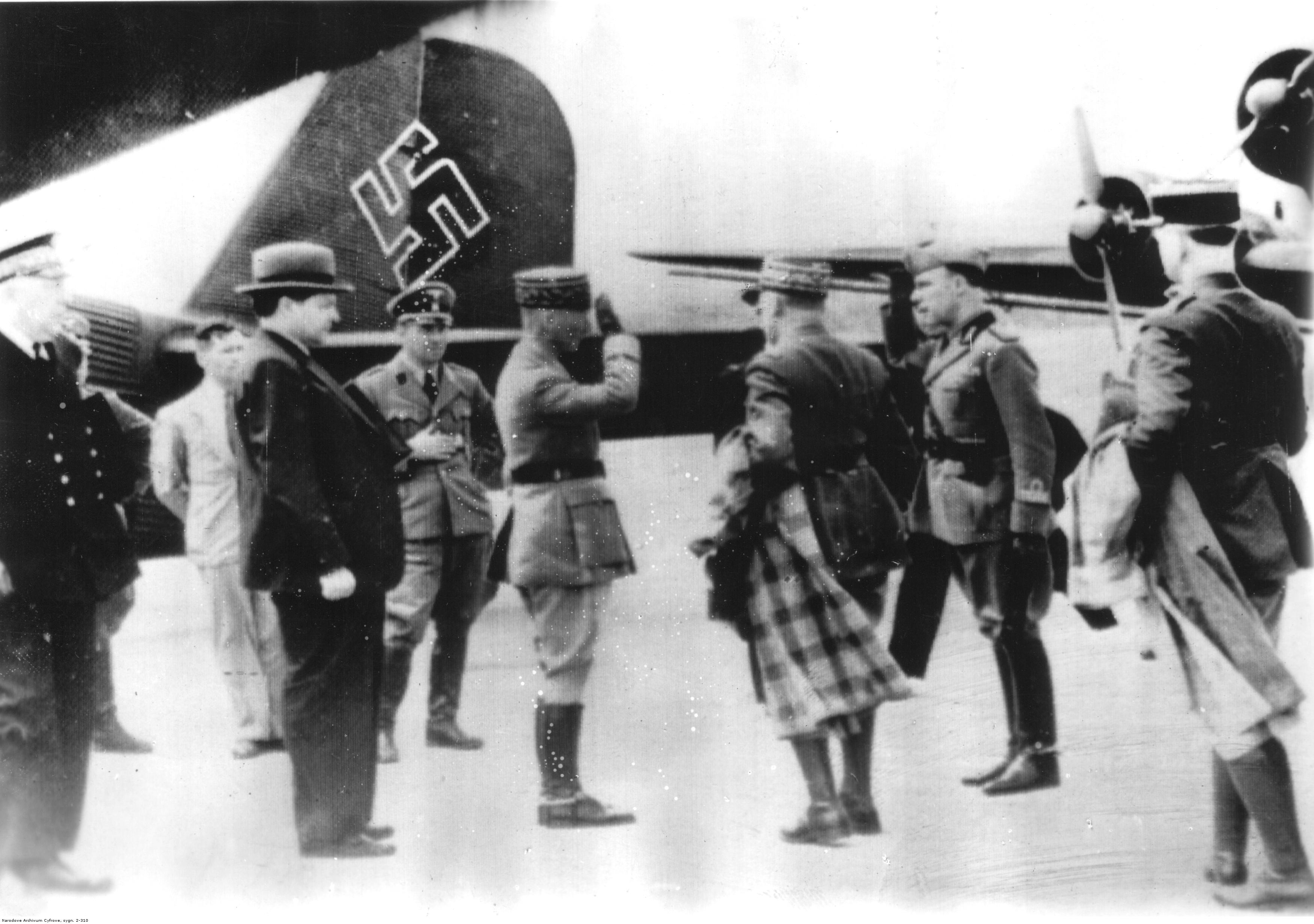
Arrivée à Rome de la délégation française pour des négociations de cessez-le-feu avec l’Italie. Visible le général Charles Huntziger (au centre, saluant), l’ambassadeur Leon Noël (derrière lui, coiffé d’un chapeau), le vice-amiral Maurice Leluc (1er à gauche).

Malgré une situation générale désastreuse, l'assaut des troupes italiennes sur les Alpes a pu être contenu par l'Armée des Alpes commandée par le général Olry.

## Déroulement
L'armistice du 24 juin 1940 est signé à la villa Incisa, à Olgiata près de Rome. La France est représentée par le général Charles Huntziger et le royaume d'Italie (sous régime fasciste) par le maréchal Pietro Badoglio et le comte Galeazzo Ciano (ministre des Affaires étrangères). Le Duce Benito Mussolini n’est pas présent.

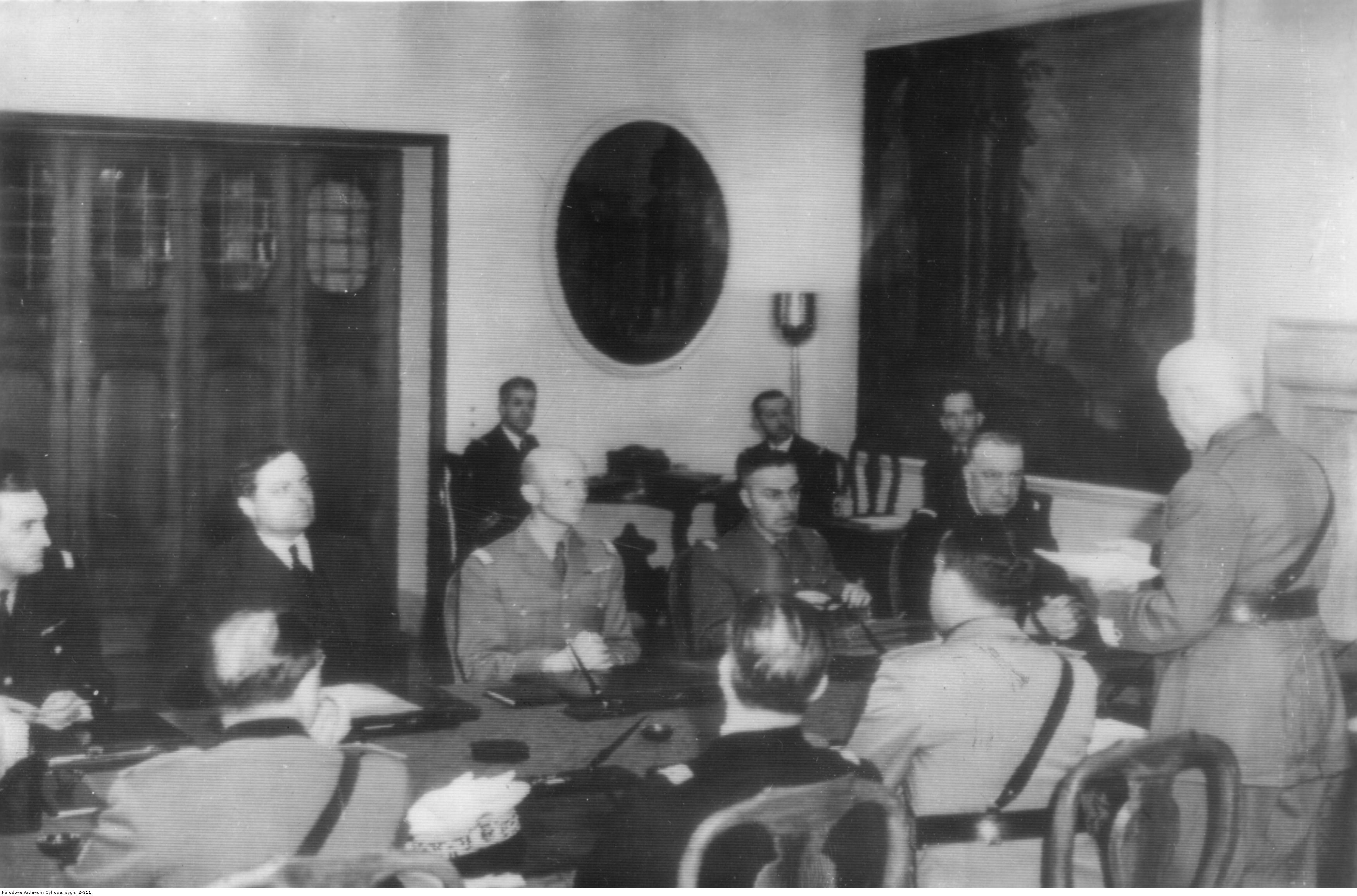
Signature de l'armistice entre la France et l’Italie à Rome. Visible le maréchal Pietro Badoglio (lit le contenu de l’accord). La délégation française (assise devant) - de gauche à droite : le général de l’armée de l’air Jean Marie Bergeret, l’ambassadeur Léon Noël, le général Charles Huntziger, le général Henri Parisot, le vice-amiral Maurice Leluc.

La mise en application de l'armistice franco-allemand est conditionnée (selon l'article 23 de cette convention d'armistice) par la signature de l'armistice franco-italien. Les deux armistices entrent en application 6 heures après la signature de l'armistice de la villa Incisa, soit le 25 juin 1940 à 0 h 35.

## Conditions
L'armistice du 24 juin 1940 induit la délimitation de « lignes d'armistice » négociées sur le terrain par les militaires français et italiens dans la journée du 25 juin 1940. « Lignes d'armistice » qui créent quelques zones frontalières d'occupation séparées, dont Menton, mais globalement désignées par l'expression zone d'occupation italienne en France.  En effet, Hitler a rencontré Mussolini le 18 juin à Munich pour le convaincre de s'en tenir à ses vues : le Duce voulait s'emparer de la flotte et de l'aviation française, occuper la France jusqu'au Rhône, annexer Nice, la Savoie, la Corse, la Tunisie, la Côte française des Somalis, les villes d'Alger, d'Oran et de Casablanca, ce qui n'entrait pas dans les plans de Hitler qui considérait ces prétentions démesurées et de nature à compromettre la signature de l'armistice. Les Français émettent des protestations sur les conditions d'armistice concernant l'Italie, la France n'ayant pas été vaincue par l'Italie de Mussolini dans cette partie du conflit.
Ces zones frontalières occupées ne cumulent que 800 km2 et 28 000 habitants. Et ne concernent que quatre départements français ainsi partiellement occupés : Alpes-Maritimes, Basses-Alpes (Alpes-de-Haute-Provence depuis 1970), Hautes-Alpes, Savoie.
En outre, de la frontière franco-suisse au nord à la Méditerranée au sud, une zone « démilitarisée » est établie en territoire français sur une largeur de 50 km à vol d’oiseau à partir soit des « lignes d'armistice » ayant créé ces zones frontalières d'occupation italienne, soit — le cas échéant — de la frontière franco-italienne là où les Italiens n'ont rien conquis par les armes.
Une commission italienne d'armistice est mise en place pour appliquer la convention.
Le département de la Corse n'est ni occupé ni démilitarisé.
Une zone démilitarisée est aussi établie en Tunisie et en Algérie le long de la frontière avec la Libye.
Les Italiens reçoivent l'autorisation d'utiliser le port de Djibouti (Côte française des Somalis).

## Réactions
Pour la France, le 25 juin 1940 est un jour de deuil car malgré sa relative « douceur », l'armistice de la villa Incisa déçoit ceux qui auraient préféré continuer la guerre contre l'Italie [réf. nécessaire].